# Minus (film)
A Minus (eredeti cím: Minoes) 2001-ben bemutatott holland családi vígjáték egy fiatal lányról, aki valójában macska, csak véletlenül emberré változott. A film története Annie Schmidt 1970-es Minoes (magyarul Macskák társasága és Minna, a macskakisasszony) című holland gyermekkönyvén alapul. (A Minus S-sel ejtendő.)
A film anyagi siker volt, elsősorban Hollandiában, ahol 4 227 362 dollár bevételt ért el.
A filmet Magyarországon nem játszották a mozik, tévében először 2004. december 26-án mutatták be.

## Cselekménye
|  | Alább a cselekmény részletei következnek! |

A film akkor kezdődik, amikor az éjszaka közepén egy rejtélyes, vegyszeres hordókat szállító teherautó Killendoorn város közelében elveszít egy hordót, mert a vezető félrekapja a kormányt, amikor egy macskát vesz észre az úton. A macska kíváncsiságból nyalogatni kezdi a hordó nyílását.
A következő napon az újságíró Tibbével találkozunk, akinek főnöknője a Killendoori Hírmondó újságnál azt mondja neki, ne csak macskákról írjon, hanem valami komolyabb hírrel álljon elő, egyébként másnap ki lesz rúgva.
Tibbe félénk, és nem túl agyafúrt, nem is erőszakos. Ő is tudja, hogy egy újságírónak ilyennek kellene lennie. Megpróbál hírek után vadászni, de hiába látja, hogy egy épület kigyulladt, a tanúkat nem sikerül szóra bírnia. A büfés a téren sem tud neki semmilyen hírrel szolgálni. Amikor a büfénél vásárol, először egy erősen ugató kutyát vesz észre, amit a gazdája alig tud visszafogni, majd hirtelen észrevesz egy fa magas ágán egy zöld kosztümös fiatal hölgyet. A lány elmondja neki, hogy megijedt a kutyától. Tibbe segíteni akar neki lejönni a fáról. A lány ledobja neki a kis bőröndjét, majd ügyesen leugrik. Mire előveszi a zsebéből a diktafonját, hogy interjút készítsen a lánnyal, miért fél annyira a kutyáktól, az már nyomtalanul eltűnt. Amikor Tibbe este hazaér az olcsó hotelben bérelt szobájához, a szállásadónő kislánya, Bibi megkérdezi, hogy játszhat-e Tibbe laptopjával. Tibbe megengedi neki, láthatóan jó barátságban van a kislánnyal, a számítógépen háttérképnek közös fényképük van beállítva. A kislány az egyik barátnőjétől kapott programot rak fel neki, ami a billentyűk lenyomásakor írógépszerű hangot ad ki. Tibbének tetszik a dolog, a továbbiakban íráskor a gépének olyan hangja van, mint egy régi, mechanikus írógépnek. A szállásadónő eljön a kislányáért, és felajánlja Tibbének, hogy hetente egyszer szívesen kitakarítana nála, Tibbe azonban elhárítja azzal, hogy aznap este dolgoznia kell.
Megpróbál egy cikket összehozni a különös lányról a fán, de nem tudja mit írjon róla.
Közben a zöld kosztümös lány a közelben, a tetőkön mászkál, ahol először egyik rokonával, Manci nénivel, egy fehér szőrű perzsa macskával találkozik, aki ember alakjában eleinte nem akarja megismerni. Manci néni nem túl együttérző, amikor a lány elmondja neki, hogy a nővére megharagudott rá amiatt, hogy emberré változott.
Tibbe valami zajt hall cikkírás közben. A lány valahogy bejött a szobájába, mert nem tudott ellenállni a szemetesben lévő halcsontváz szagának. Tibbe megkínálja a lányt (akinek Minus a neve) egy szardíniás szendviccsel, amit az hálásan elfogad, és mohón falni kezd. A lány láthatóan jól ismeri Tibbét, tudja róla, hogy újságíró, és még azt is tudja, hogy nemsokára kirúgják az állásából. Amikor Tibbe erre rákérdez, a lány arra hivatkozik, hogy a hírt Manci nénitől hallotta, a polgármester macskájától, akinek Kamilla, a lelkész macskája mondta. Tibbe ekkor talán azt gondolja, hogy a lány bolond, ezért ki akarja küldeni az ablakon át a zuhogó esőbe. A lány azt mondja, hogy szeretne segíteni neki, mert érdekes híreket hallott. Tibbe megígéri neki, hogy maradhat egy éjszakára, ha érdekes a hír. A lány először azt mondja neki, hogy „Loncinak hamarosan kölykei lesznek”, Tibbe azonban elmondja, hogy macskákról nem szabad többet írnia, mert az nem elég érdekes az újságnak. Amikor rákérdez, hogy nincs-e valami más hír, a lány azt mondja neki, hogy Kamilla, a lelkész macskája egy korsót talált, tele régi aranypénzekkel. Tibbe még az éjszaka közepén odamegy a kápolna melletti temetőhöz egy zseblámpával, ahol észreveszi a lelkész macskáját, a földön pedig egy régi aranypénzt. A kezével ásni kezd, és hamarosan előkerül a korsó. Rögtön a tiszteleteshez megy, és átadja neki a korsót az aranyakkal.
Másnap reggel bemegy az újsághoz, ahol éppen értekezletet tartanak, és átadja a szenzációs hírt, fényképekkel együtt, ami az újság címlapjára kerül: „Milliós lelet a temetőkertben!”
Tibbe másnap Bibivel egy kávézóban fagyival ünnepli meg, hogy visszavették az újsághoz a szenzációs cikke miatt. Este azonban nem találja otthon Minust, aki közben visszament a tetőre. Az ottani macskák eleinte ellenségesen fogadják, és csak úgy tudja bizonyítani, hogy ő is macska, hogy elénekli a Miau-indulót (amihez a többiek is csatlakoznak). Nemsokára barátságos társalgásba elegyedik a macskákkal, akikkel beszélgetni tud. Majd meghallja, hogy Tibbe hívja, ezért visszatér hozzá.
Tibbe felajánlja neki, hogy legyen a titkárnője, amit Minus elfogad. Ekkor egy zenés betét következik, amiből kiderül, hogy Minus folyamatosan szállítja Tibbének a macskáktól hallott híreket, amik az újságban sorra megjelennek.
Bibi elmondja Tibbének, hogy az Állatvédő Egyesület rajzversenyt hirdetett, amin ő is részt vesz, Lonci, egy macska rajzával. Elmondja anyjának, hogy Tibbének barátnője van. Anyja másnap reggel meglátogatja Tibbét, akit az álmából felvert Minus (aki egy papírdobozban alszik) akaratlanul megkarmol. A szállásadónő megtiltja lányának, hogy Tibbe lakásába menjen.
Tibbe másnap megbízza Minust, hogy ne csak éjszaka mászkáljon a tetőkön, hanem nappal is menjen ki az utcára, hátha hall valami érdekes hírt. Minus fél kimenni, de amikor meghallja, hogy halat is kell vennie, felbátorodik. A büfésnél két szatyorra való halat vesz. Hazafelé menet Samukától azt hallja, hogy Ellemeet úr lesz az  Állatvédő Egyesület elnöke. Minus a tetőn benéz Bibi tornaórájára, aki, amikor meglátja Minust, leesik a mászókötélről. A szállásadónő férje szól Tibbének, hogy a titkárnője egy fa tetején van. Tibbe megkéri a lányt, hogy ne viselkedjen olyan „macskásan”, akkor továbbra is maradhat a titkárnője. Minus bocsánatot kér Bibitől, amiért megijesztette, és magával viszi a tetőre. Itt elmondja neki, hogy tud a macskákkal beszélni, és valaha ő is macska volt. Elmennek az újszülött kiscicákhoz, akik a dezodorgyár területén, egy elhagyott lakókocsiban élnek.
Tibbe kapott egy autót az újságjától, és elviszi Minust egy fogadásra, aminek az Állatvédő Egyesület rajzversenye az apropója. Itt a szállásadónő kislánya nyeri a díjat, ami egy videókamera. A polgármester kinevezi a dezodorgyár igazgatóját, a város jótevőjét,  Ellemeet urat az Állatvédő Egyesület elnökévé. A kitűzőt a halárus büfés adja át. Minust megbabonázza a beszéde közben Ellemeet kezében fityegő csillogó ezüstlánc, ezért négykézláb odaoson és utánakap, mint egy macska. Minus ezután egy raktárba menekül, ahová nemsokára a polgármester és  Ellemeet is követi, aki bizalmas beszélgetésbe kezdenek.  Ellemeet felajánlja a polgármesternek, hogy a dezodorgyár bővítésének engedélyezése miatt úszómedencét épít a kertjében.
Lonci elindul élelmet szerezni a kicsinyeinek. Ellemeet és felesége vendégeket várnak, ezért a bőségesen megrakott asztalról Lonci megpróbál egy sült húst szerezni, Ellemeet azonban egy borosüveggel odacsap neki, a macska lába megsérül. Minus felháborodva mondja el Tibbének, hogy az Állatvédő Egyesület új elnöke úgy megütött egy macskát, hogy az lesántult. Tibbe elhárítja, hogy ez bekerüljön az újságba, mondván, hogy a macskáknak nincs hírértéke. Az éjszaka folyamán ugyanaz a teherautó tűnik fel az utcákon, mint amelyikről a vegyszeres hordó a történet elején leesett. A teherautó gyanúsan viselkedik, mert ahogy beér a városba, leoltja a lámpáit és úgy közlekedik. Minus elmegy Manci nénihez, aki szerint a nővére már nem haragszik rá, visszamehet, persze csak ha előbb visszaváltozik macskává. A nővére tudja azt is, hogy ezt hogyan kell csinálni és már vár rá. Minus nem tudja, hogyan döntsön. Kamilla hozza a hírt, hogy a heringárus bódét felborították. Minus riasztja Tibbét, akivel közösen a helyszínre mennek. Tibbe megtalálja a heringárust, aki megsérült, Minus pedig megtudja a macskáktól, hogy a dezodorgyár teherautója (amit Ellemeet vezetett) borította fel a büféskocsit. Három macskaszemtanú is van, Tibbe azonban nem akarja ezek alapján megírni a cikket, ezért konfliktusba kerül Minussal, aki a szemére veti, hogy az eddig szállított hírek is mind igazak voltak, és ott akarja hagyni Tibbét. Tibbe meglátogatja Harryt a kórházban, ő azonban csak arra emlékszik a balesetből, hogy valaki belehajtott a bódéjába, majd továbbhajtott. Amikor Tibbe megemlíti neki, hogy talán Ellemeet úr lehetett a gázoló, Harry elutasítja, mondván, hogy Ellemeet nagyon rendes ember. Tibbe megpróbál a városban tanúkat szerezni, és a rendőrségre is elmegy, azonban nincsenek tanúk és a rendőrségről elzavarják. Tibbe Ellemeet Rolls-Royce márkájú autóján nyomokat keres, sikertelenül. Tibbe megpróbálja kiengesztelni Minust (aki sztrájkol), elmondja neki, hogy nincsenek tanúk, senki nem hiszi, hogy Ellemeet ilyet tenne, és az autóján egy karcolás sincs, Minus felhívja rá a figyelmét, hogy a kék teherautóval követték el a balesetet. Minus összepakolja a bőröndjébe a holmiját, ami csupa zöld tárgyból áll.
A DEO dezodorgyárban Ellemeet reklámfilmet forgat (a felesége az operatőr). Ebben elmondja, hogy a gyárnak bővítésre van szüksége. Eközben megérkezik a polgármester, aki az elhagyott lakókocsiban megtalálja a négy kiscicát és átadja azokat Ellemeetnek. Tibbe is megérkezik a helyszínre, mert szeretne a teherautó nyomára bukkanni, a garázsban azonban csak egy olajfoltot talál. Ellemeet közli vele, hogy nincs ínyére a szaglászása, és hogy az újságírói karrierje derékba törhet, mivel az újság főszerkesztője a barátja. Manci értesíti Minust (aki már el akarna menni a lakásból) a kiscicák rettenetes sorsáról, Ellemeet ugyanis a kiscicákat egy nejlonzacskóban valahol a kukába dobta. Minus a macskák és Bibi segítségével megtalálja a helyszínt, és magával viszi a kiscicákat, nem sokkal azelőtt, hogy a kukásautó élve összezúzta volna őket. Tibbe felháborodva az eseten cikket ír „Ellemeet: jótevő vagy rosszakaró?” címmel. A macskák örülnek annak, hogy végre valaki kimondta az igazságot Ellemeetről. Minus és Bibi feldíszítik Tibbe lakását és bulit csapnak. Ellemeet felháborodva beront az újság főszerkesztőjéhez, aki azonnali hatállyal kirúgja Tibbét (először helyreigazító cikket kér, ezt azonban Tibbe nem hajlandó megírni). A büfés és a többiek is Tibbe ellen fordulnak, mert úgy gondolják, hogy nem lehet igaz, amit írt. Minus még aznap estére összehívja a Miau-nagygyűlést (amin csak macskák vehetnek részt, pedig Bibi is szívesen elment volna rá).  A szállásadónője egy hetet ad Tibbének, hogy elmenjen a lakásból. Minus még este értesíti Bibit, hogy a macskák egy tervet eszeltek ki.
Másnap Ellemeet bevásárolni megy, közben szavazatokat gyűjt a gyár bővítéséhez. A macskák mindenhova követik. Ellemeet a kocsijához menet egy macskát vesz észre az úton. Mivel a kis utcában senki nincs rajta kívül, óvatosan megközelíti a macskát, majd egy hatalmasat belerúg.
Otthon, evés közben macskákat vesz észre a kertjében. Először kirohan, hogy elzavarja a macskákat, de amikor ez nem vezet eredményre, felkapja a dupla csövű puskáját (amit a nappaliban, a vadásztrófeái között tart), és gondos célzás után a macskákra lő vele, bár a felesége próbálja lebeszélni róla. Ekkor észreveszi a nevető Bibit a bokrok között, neki meg lekever egy nyaklevest. Bibi csatlakozik a közelben várakozó Minushoz és nevetve elszaladnak a macskákkal együtt.
Másnap az újság helyreigazítást közöl Ellemeettel kapcsolatban. Aznap tartják a lakossági szavazást a gyár kibővítéséről, amire Tibbe eleinte nem akar elmenni, de Minus rábeszéli. Az estén Ellemeet rövid beszédet tart, majd elkezdi levetíteni a reklámfilmjét, amit korábban készített. A film hirtelen megszakad, és azok a jelenetek láthatók, amikor Ellemeet felrúgta a macskát, rájuk lőtt puskával és hogy Bibit pofon vágja. A felvételeket Bibi játssza le a videókamerájával. A nézők fel vannak háborodva, a közvélemény hirtelen Ellemeet ellen fordul. Ellemeet és felesége sietve távoznak. Tibbe észreveszi, hogy Ellemeet, akármennyire siet, távozóban egy virágláda földjébe temeti a szivarját, és beugrik neki, hogy a gyárban egy markológépet látott. Azt javasolja a feltüzelt tömegnek, hogy menjenek a gyárhoz, hátha találnak ott még valamilyen terhelő bizonyítékot. Hamarosan megtalálják elásva az összetört teherautót, ami a balesetet okozta. Ellemeet a páncélszekrényéből készpénzt gyömöszöl a zsebébe, és Chilébe akar utazni (a felesége ellenzi). Azonban nincs idejük meglépni, a polgármester letartóztatja Ellemeetet, Harry letépi a melléről az Állatvédő Egyesület jelvényét. Minus találkozik Manci nénivel, aki figyelmezteti, hogy „ma éjjel van az utolsó alkalom a macskává való visszaváltozásra”. Minus bizonytalan a dologban, úgy érzi, Tibbének szüksége van rá. Tibbe, a főszerkesztőnője és még egy kolléga a szerkesztőségben pezsgővel ünneplik az eseményt, Tibbe visszakapja az állását, bár a főszerkesztőnő fenntartja a véleményét, hogy „forrás nélkül nem szabad leközölni cikket, ez alapszabály”. Találgatják, hogy Tibbe honnan szerzett tudomást arról, hogy Ellemeet veszélyes  kísérleteket folytatott hormonokkal, mert arról még a munkatársai sem tudtak. Utalnak rá, hogy talán a titkárnője lehet a forrás. Tibbének erről eszébe jut, hogy a vetítés óta nem látta Minust, és hazarohan, azonban Minus nincs sehol. Tibbe Bibivel együtt elindul biciklivel megkeresni Minust; egy aranyeső bokrot keresnek egy háznál, mert Minus arról beszélt valamikor, hogy erre emlékszik, amikor emberré változott. Tibbe talál is a közelben egy ugyanolyan kék színű vegyszeres hordót, mint ami a történet elején leesett a teherautóról. Bibi közben észrevesz egy egyenletesen világosszürke bundájú macskát (akiről azt hiszi, hogy Minus). Azt hiszik, hogy már elkéstek, és a lány visszaváltozott macskává. A macska egy madárral a szájában bukkan elő és egy bokorban eltűnik. A bokrok közül Minus (eddigi ember alakjában) figyeli, amint Tibbe elkerekezik Bibivel. A szürke macska Minus nővére, aki egy erdei madarat fogott neki, mert annak a húsa át van itatódva gyógynövényekkel, amik segítségével Minus újból macska lehet. Minus nyalogatja a szája szélét, amikor meglátja a nővérét a vergődő madárral a szájában közeledni, de amikor a madár után kap, az elrepül. Elmondja nővérének, hogy úgy érzi, megváltozott, most már emberként gondolkozik.
Tibbe kétségbe esik, hogy a lány elment (nemkülönben a hírek forrása is – miből fog ezek után cikket írni?),  Bibivel felidézik a macskás viselkedését, amire most már szeretettel gondolnak vissza, és közben fagyit esznek. Tibbe hozzáteszi, hogy ha újra kezdődne az egész, nem akarná Minust megváltoztatni. Minus váratlanul felbukkan az ablakban, miközben kint kavarog a hó.
A stáblista alatt egy rossz minőségű, időnként életlen amatőr kamerás felvételen Minus és Tibbe esküvője látható, amin a városka lakói a macskáikkal együtt részt vesznek, közben egy francia nyelvű dal szól.
|  | Itt a vége a cselekmény részletezésének! |

## Szereposztás
- Carice van Houten – Minus, a macska, aki emberré változott
- Theo Maassen – Tibbe, a félénk újságíró
- Sarah Bannier – Bibi  Van Dam, a szállásadónő kislánya
- Olga Zuiderhoek – Van Dam asszony, Tibbe szállásadónője
- Jack Wouterse – Van Weezel polgármester
- Pierre Bokma – Ellemeet úr, a dezodorgyár tulajdonosa, „Killendoorn jótevője”

## További tudnivalók
- A magyar szinkron a Duna Televízió megbízásából készült.
- A könyvhöz képest egy-két dolgot megváltoztattak, néhány szereplőt kicseréltek, a macskáknak más nevük volt.
- A magyar szinkronban a macskáknak magyaros nevük van (Manci néni, Pamacs, Lonci, stb), kivéve Minust.

## Díjak, jelölések
Elnyert díj:
- 2001, Golden and Platin Film, Netherlands: arany fokozat
- 2002, Golden and Platin Film, Netherlands: platina fokozat
- 2002, Nederlands Film Festival: „legjobb filmplakát” kategória
- 2002, Nederlands Film Festival: „arany boci”-díj Carice van Houten
- 2002, Chicago International Children's Film Festival: Vincent Bal „legjobb nemzetközi film” kategória
- 2002, Carrousel International du Film: Carice van Houten „legjobb színésznő” kategória
- 2005, Artek – International Children's Film Festival: Carice van Houten „legjobb színésznő” kategória

Jelölés:
- 2002, Nederlands Film Festival: „arany boci”-díj Theo Maassen
- 2002, Oulu International Children's Film Festival: „Starboy-díj” Vincent Bal

## Külső hivatkozások
- A film az IMDB-n
- Minus az Internet Movie Database oldalon (angolul)

## Fordítás
- Ez a szócikk részben vagy egészben  a   Minoes (film) című holland Wikipédia-szócikk fordításán alapul.  Az eredeti cikk szerkesztőit annak laptörténete sorolja fel. Ez a jelzés csupán a megfogalmazás eredetét és a szerzői jogokat jelzi, nem szolgál a cikkben szereplő információk forrásmegjelöléseként.